# Markscheidenfärbung
Als Markscheidenfärbung bezeichnet man eine 1891 vom Pathologen Carl Weigert entwickelte histologische Färbetechnik zur Darstellung der Myelinscheiden (Syn. Markscheiden). Die histologischen Schnitte werden mit Eisenhämatoxylin angefärbt, wodurch sich die Perikarya hellgelb und die Markscheiden schwarz darstellen. Diese Färbetechnik ermöglichte entscheidende Fortschritte bei der Erforschung des Nervensystems.